# V. Leac
V. Leac (n. 3 iunie 1973, Năsăud, județul Bistrița Năsăud) este un poet român.

## Biografie

### Activitate literară
A debutat publicistic în anul 2000 în revista ARCA din Arad. Debutul editorial a avut loc în anul 2001 cu volumul Apocrifele lui Gengis Khan pentru care a fost premiat cu Premiul de Debut al Uniunii Scriitorilor din Romania, filiala Arad. 
Este membru fondator al grupării literare Celebrul animal și al revistei literare Ca și cum. 
A publicat în diverse reviste literare precum Arca, Tribuna, Vatra, Poesis, Ziua literară, Ca și cum, Tiuk, Orizont, Familia, Pana mea.
În anul 2007 i-a fost acordat premiul Euridice pentru volumul Dicționar de vise.
Între anii 2007-2011, V. Leac a fost gazda a taberei de creație a generației douămiiste de la Săvârșin.
În luna mai 2008 a participat la Portul Cultural Cetate la un workshop organizat pentru proiectul Balkanische Alphabete alături de trei poeți germani, Sabine Küchler (poetă, redactor cultural la Deutschlandfunk), Hans Thill (poet, director al editurii Wunderhorn), Ernest Wichner (poet, traducător, director Literaturhaus Berlin), și doi poeți români, Constantin Acosmei și Iulian Tănase, iar în urma acestui demers a apărut, în traducerea germană, antologia Balkanische Alphabete/Rumänien în luna septembrie a aceluiași an la editura Wunderhorn.
Din august 2013 este prezent pe portalul lyrikline.org.
In 2019, volumul sau Monoideal a obtinut primiile Observator Cultural si Radio Romania Cultural, sectiunea poezie. Tot in 2019, volum a fost premiat si la Gala Premiilor Revistei Ateneu.  

## Opera
- Apocrifele lui Gengis Khan, Editura Mirador, Arad, 2001, ISBN 973-9284-94-9
- Sera cu bozii, Editura Mirador, Arad, 2003, ISBN
- Seymour: sonata pentru cornet de hârtie, Ed.Hartmann, 2005, Arad, ISBN13  9789736980985,  Editura Vinea, 2006, ISBN13  2000032125434
- Dicționar de vise. Editura Cartea Românească, București, 2006, ISBN13  9789732318539
- Lucian, Editura NinPress, 2009
- Toți sunt îngrijorați, Editura TracusArte, București, 2010, ISBN13 9789737659934
- Unchiul este încântat, Editura Charmides, Bistrița, 2013, ISBN13  9789737659934
- Monoideal, Editura Nemira, București, 2018, ISBN 978-606-43-0405-6

## Volume colective
- Prima mea beție, coord. de Gabriel H. Decuble, Ed. Art, 2009
- Scriitori la poliție, coord. de Robert Șerban, Editura Polirom, 2016